# Liste der Baudenkmäler in Kückhoven
Die Liste der Baudenkmäler in Kückhoven enthält die denkmalgeschützten Bauwerke auf dem Gebiet der Stadt Erkelenz im Kreis Heinsberg in Nordrhein-Westfalen (Stand: Oktober 2011). Diese Baudenkmäler sind in der Denkmalliste der Stadt Erkelenz eingetragen; Grundlage für die Aufnahme ist das Denkmalschutzgesetz Nordrhein-Westfalen (DSchG NRW).

| Bild                                        | Bezeichnung                                 | Lage                                         | Beschreibung | Bauzeit                            | Eingetragen seit | Denkmal- nummer |
| ------------------------------------------- | ------------------------------------------- | -------------------------------------------- | --- | ---------------------------------- | ---------------- | --------------- |
| weitere Bilder                              | Kath. Pfarrkirche St. Servatius             | Kückhoven Servatiusstraße 13 Karte           | Baujahr: Turm 1460, Landhaus, Chor, Vorhalle 18. Jahrhundert, Querarme 1910, W(Tillmann & Gassert). Barocke kreuzförmige Saalkirche in Backstein, spätgotischer Westturm, Reste der Barockausstattung durch drei neubarocke Altäre komplettiert. | 1460                               | 14. Mai 1985     | 199             |
| Wegekreuz von 1858                          | Wegekreuz von 1858                          | Kückhoven In Kückhoven an der K 33 Karte     | Werkstein, im Sockel Inschrift mit Chronogramm. | 1858                               | 14. Mai 1985     | 200             |
| Wegekreuz von 1861                          | Wegekreuz von 1861                          | Kückhoven An der Straße nach Jackerath Karte | Neugotisches Werksteinkreuz mit Korpus, in der Sockelnische ursprünglich Marienfigur. | 1861                               | 14. Mai 1985     | 201             |
| Friedhofskreuz, Friedhofsmauer und Torbogen | Friedhofskreuz, Friedhofsmauer und Torbogen | Kückhoven Friedhof in Kückhoven Karte        | Blausteinkreuz mit Metallkorpus, Backsteinmauer mit Blaustein und Zementabdeckung. | Mitte des 19. Jahrhunderts         | 14. Mai 1985     | 202             |
| Wohnhaus                                    | Wohnhaus                                    | Kückhoven Kirchweg 5 Karte                   | Vierflügeliger Backsteinhof, Wohnhaus zweigeschossig in fünf Achsen, Türgewände und Fensterbänke in Blaustein, niedrige Nebengebäude, Gewölbekeller, alte Türen im Erdgeschoss, Nebengebäude teilweise abgängig. | Zweite Hälfte des 19. Jahrhunderts | 14. Mai 1985     | 203             |
| Pumpe                                       | Pumpe                                       | Kückhoven Servatiusstraße 17 Karte           | Gusseisen | Mitte des 19. Jahrhunderts         | 14. Mai 1985     | 204             |
| Wohnhaus                                    | Wohnhaus                                    | Kückhoven Servatiusstraße 8 Karte            | Backsteinhof, Front weiß geschlämmt, Wohnhaus zweigeschossig in vier Achsen, Türgewände und Fensterbänke in Blaustein, rechts Toreinfahrt. | Erste Hälfte des 19. Jahrhunderts  | 14. Mai 1985     | 205             |
| Wohnhaus                                    | Wohnhaus                                    | Kückhoven Servatiusstraße 10 Karte           | Hof wohl Backstein und Fachwerk, Front verputzt, zweigeschossig, links Toreinfahrt | Erste Hälfte des 19. Jahrhunderts  | 14. Mai 1985     | 206             |
| Wohnhaus                                    | Wohnhaus                                    | Kückhoven Servatiusstraße 30 Karte           | Vierflügeliger Backsteinhof, Wohnhaus zweigeschossig in fünf Achsen, Türgewände und Fensterbänke in Blaustein, im Türsturz die Jahreszahl. | 1854                               | 14. Mai 1985     | 207             |
| Wohnhaus                                    | Wohnhaus                                    | Kückhoven Servatiusstraße 46 Karte           | Dreiflügeliger Backsteinhof, Wohnhaus zweigeschossig in fünf Achsen, Türgewände und Fensterbänke in Blaustein, rechts eine Toreinfahrt. | Mitte des 19. Jahrhunderts         | 14. Mai 1985     | 208             |
| Wohnhaus                                    | Wohnhaus                                    | Kückhoven Stülpend 20 Karte                  | Dreiflügeliger Backsteinhof, Wohnhaus zweigeschossig in fünf Achsen, Toreinfahrt. | Zweite Hälfte des 19. Jahrhunderts | 14. Mai 1985     | 209             |
| Wohnhaus                                    | Wohnhaus                                    | Kückhoven Stülpend 22 Karte                  | Dreiflügeliger Backsteinhof, Wohnhaus und Scheunenstall zweigeschossig in fünf Achsen und Toreinfahrt, Türgewände und Fensterbänke in Blaustein, im Torkeilstein Jahreszahl. | 1856                               | 14. Mai 1985     | 210             |
| Wohnhaus                                    | Wohnhaus                                    | Kückhoven Stülpend 28 Karte                  | Backsteinhof, Wohnhaus zweigeschossig in fünf Achsen, OG seitlich Fachwerk, Türgewände und Fensterbänke in Blaustein. | Mitte des 19. Jahrhunderts         | 14. Mai 1985     | 212             |
| Wohnhaus                                    | Wohnhaus                                    | Kückhoven In der Mosel 18 Karte              | Bei dem Objekt handelt es sich um ein 1891 durch den Stuckateur Zumfeld aus Kückhoven in seinen jetzigen Zustand gebrachtes, jedoch wesentlich älteres Haus. Neben dem sehr reichen Stuck an Haus und Hofeingangsgebäude, der pavillonartig neben dem Haus steht, befindet sich in den Räumen des Erdgeschosses ein reicher Kassettenstuck. In den oberen Geschossen sind noch die original Kölner Decken des Ursprungsgebäudes erhalten. Auch auf der Rückseite des Hauses ist eine stuckierte Türeinfassung mit einem Emblem enthalten. Das Haus macht den Eindruck, als hätte der Stuckateurmeister sein ganzes Können an seinem Objekt ausprobieren wollen. Es handelt sich insgesamt gesehen um ein reizvolles Gebäude, das als Dokument der Handwerkskunst des 19. Jahrhunderts unter Schutz gestellt werden sollte. | 1891                               | 10. Juni 1987    | 318             |